# Heteragrion makiritare
Heteragrion makiritare – gatunek ważki z rodziny Heteragrionidae. Występuje na terenie Ameryki Południowej.